# Deutsche Abwurfmunition des Zweiten Weltkrieges
Eine Auflistung der Abwurfmunition von Flugzeugen der deutschen Luftwaffe von 1935 bis 1945.

## Nomenklatur
Die Nomenklatur der deutschen Abwurfmunition folgt überwiegend diesem Muster:
1. Typ
2. Gewichtsklasse
3. Zusatz (HL = Hohlladung, RS = Raketenunterstützung, F = Fallschirm)

Sie ist allerdings nicht immer einheitlich.

## Sprengbombe Cylindrisch (SC)
Als Unterschied zu den Bomben der Kategorie SD hatten die Bomben der Kategorie SC einen höheren Sprengstoffanteil (meist um die 50–60 %), weshalb diese von der Luftwaffe als Minenbomben klassifiziert wurden. Im internationalen Vergleich war für Minenbomben bzw. Luftminen jedoch ein noch größerer Sprengstoffanteil am Gesamtgewicht üblich, was dazu führte, dass andere Staaten die deutschen SC-Bomben eher als Mehrzweck-Sprengbomben einstuften.
| Bezeichnung        | Gewicht (kg) | Durchmesser (mm) | Länge (mm) | Länge Bombenkörper (mm) | Sprengstoff (kg) |
| ------------------ | ------------ | ---------------- | ---------- | ----------------------- | ---------------- |
| SC 50              | 50 (±4)      | 200              | 1100       | 766                     | 25               |
| SC 100 it.         | 100          |                  |            |                         | 47–50            |
| SC 250             | 250 (±12)    | 368              | 1640       | 1173                    | 125              |
| SC 500             | 500 (±20)    | 470              | 2010       | 1432                    | 260              |
| SC 500 J           | 500          | 470              | 1975       |                         | 245              |
| SC 1000 „Herrmann“ | 1027 (±34)   | 654              | 2580       | 1678                    | 530–590          |
| SC 1200            | 1117         | 650              | 2781       | 1905                    | 631              |
| SC 1800 „Satan“    | 1832 (±65)   | 660              | 3500       | 2674                    | 1000–1100        |
| SC 2000            | 2000         | 660              | 3500       |                         | 1200             |
| SC 2500 „Max“      | 2450         | 829              | 3895       |                         | 1700             |

Trotz der Bezeichnung Sprengbombe Cylindrisch wurde die SC 10 von der deutschen Luftwaffe als Splitterbombe bezeichnet, sie ist daher unter den Splitterbomben aufgeführt. Die SC-100 it. wurde aus italienischen Munitionsbeständen übernommen. Die SC 2500 wurde nur zu Versuchen in wenigen Einsätzen in England eingesetzt. Eine geplante SC 5000 kam nicht über einen Prototyp hinaus.

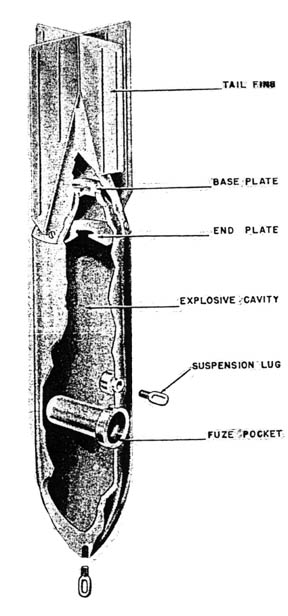
SC 50 Bi
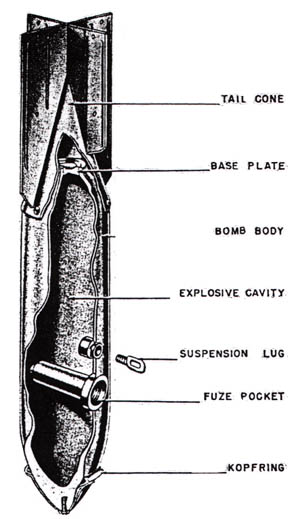
SC 50 JA
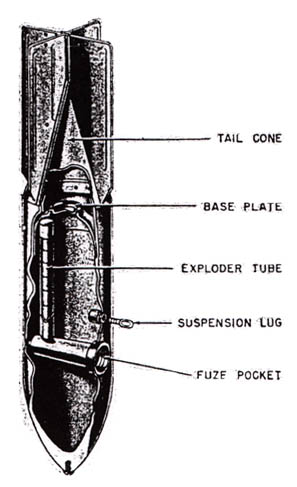
SC 50 JB
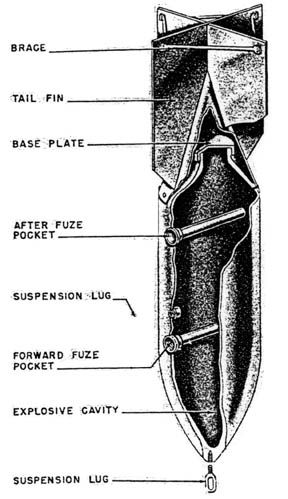
SC 250
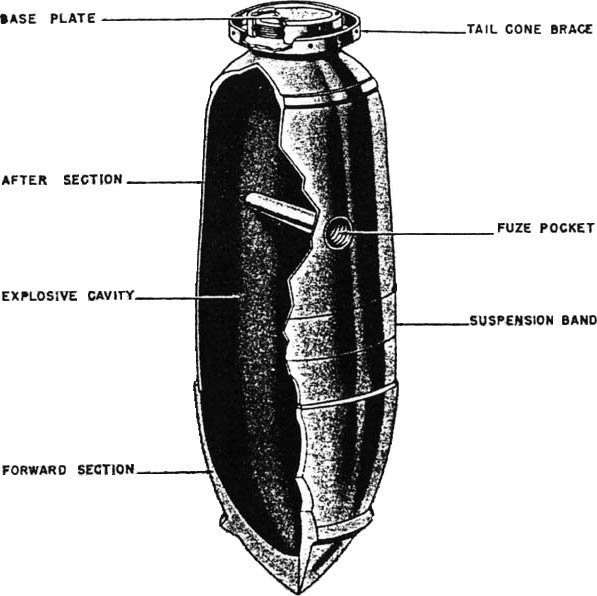
SC 1000
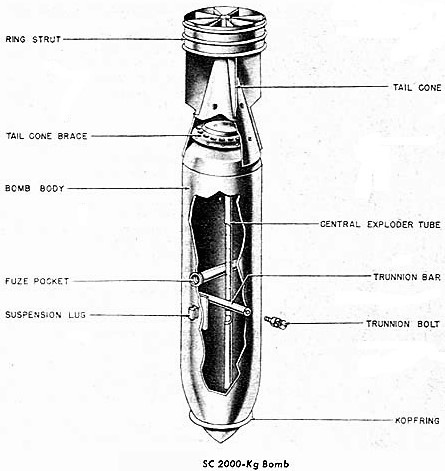
SC 2000
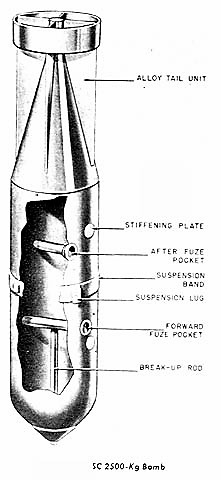
SC 2500

## Sprengbombe Dickwandig (SD)
Diese Bezeichnung „dickwandig“ wurde entweder für typische Splitterbomben (z. B. „Schlachtfliegerbombe“ SD 2) aber auch für Sprengbomben mit größerer Eindringtiefe als die SC-Bomben verwendet. Der Sprengstoffanteil lag etwa bei 30 %.
- SBe = Sprengbombe Beton (auch Betonbombe genannt)
- HL = Hohlladung (geeignet zur Panzerbekämpfung)

| Bezeichnung         | Gewicht (kg) | Durchmesser (mm) | Länge (mm) | Länge Bombenkörper (mm) | Sprengstoff (kg) |
| ------------------- | ------------ | ---------------- | ---------- | ----------------------- | ---------------- |
| SD 1                | 0,76         | 50               | 170        |                         | 0,11             |
| SD 1 frz.           | 0,52         | 50               | 160        |                         | 0,06             |
| SD 2                | 2            | 78               | 303        |                         | 0,225            |
| SD 3 (8 cm Wgr)     | 3,2          | 80               | 305        | 225                     | 0,55             |
| SD 4/HL             | 4            | 92               | 310        |                         | 0,31             |
| SD 9 (8,8 cm)       | 9            | 88               | 578        |                         | 0,8              |
| SD 9/HL             | 9            | 120              | 310        |                         | 0,85             |
| SC 10               | 10           | 86               | 545        |                         | 0,9              |
| SC 10 dw            | 10           | 86               | 545        |                         | 0,9              |
| SD 10 A             | 10           | 86               | 545        |                         | 0,9              |
| SD 10 C             | 8            | 76               | 545        |                         | 0,75             |
| SD 15 (10,5 cm)     | 15           | 105              | 637        |                         | 1,75             |
| SD 50               | 50 (±4)      | 200              | 1090       | 590                     | 16               |
| SD 50 Tel.          | 50 bzw. 66   | 200              | 1090       | 590                     | 15 bzw. 23       |
| SBe 50              | 60           | 200              | 1100       | 590                     | 3 bis 5,4        |
| SD 70               | 66           | 200              | 1090       | 807                     | 24               |
| SD 250              | 250 (±12)    | 368              | 1638       | 890                     | 80               |
| SD 250 Tel.         | 250 (±12)    | 368              | 1638       | 890                     | 78               |
| SBe 250             | 229          | 370              | 1637       |                         | 49               |
| SD 500              | 480 (±23)    | 396              | 2007       | 1370                    | 90               |
| SD 500 A            | 450          | 447              | 2022       | 1323                    | 180              |
| SD 500 B            | 500          | 396              | 2007       | 1420                    | 90               |
| SD 500 C            | 485          | 396              | 2000       | 1418                    | 172              |
| SD 500 E            | 480 (±23)    | 396              | 1744       | 1080                    | 75               |
| SD 1400 „Esau“      | 1400         | 563              | 2840       | 1691                    | 325              |
| SD 1700 „Sigismund“ | 1704 (±80)   | 660              | 3300       | 2315                    | 705              |

Die SD 1 frz. wurde aus den Körpern erbeuteter französischer 50-mm-Wurfgranaten gefertigt, die SD 3 (8 cm Wgr) aus den Körpern deutscher 8-cm-Wurfgranaten (beide mit dem Zünder (73) der SD 1).
Die SD 9 (8,8 cm) wie auch die SD 15 (10,5 cm) wurden aus den Körpern von 8,8-cm- bzw. 10,5-cm-Sprenggranaten, die den Qualitätsansprüchen als Artilleriegranate (z. B. Maßhaltigkeit) nicht entsprachen, mit dem Zünder eAZ(66) der SD 10 gefertigt.
Trotz der Bezeichnung SC wurde die SC 10 von der Luftwaffe als Splitterbombe bezeichnet. Es gab sie mit Leitwerk für den Hochangriff und ohne Leitwerk für den Tiefangriff (der Zünder musste dann auf Verzögerungswirkung eingestellt werden).
Die SC 10 dw (dickwandig) sollte mit Betonmantel mit eingegossenen Stahlsplittern eine stärkere Splitterwirkung bewirken.
Aufgrund der Empfindlichkeit des Zünders AZC(10)(hut) (der Zünder wurde nach dem Ziehen des Vorsteckers nach 2,4 Sekunden scharf, auch bei versehentlichem Ziehen des Vorsteckers am Boden) wurden die noch vorhandenen Bomben SC 10 ab Oktober 1942 in die SD 10 A umlaboriert.
Die SD 10 A ist eine umlaborierte SC 10 mit geänderter Zünderaufnahme für den Zünder eAZ (66),
Die SD 10 C sollte die ab Juli 1944 nicht mehr gefertigten SD 10 A ersetzen, es gab die Ausführungen (Pr) aus Pressstahl, (L) mit Bombenkörper aus einem Rohr mit eingedrehten Rillen, (Stg) aus Stahlguss, (Te) aus Temperguss, (SGe) als Sonderguss und (PGe) aus Perlitguss.
Von der SBe 50 gab es mehrere Ausführungen, die leicht variieren: Ausführung A mit 6 kg Splittern (aus Gusseisen oder Stahl) und 5,4 kg Sprengstoff, Ausführung B mit 12 kg Splittern und 5,4 kg Sprengstoff, Ausführung D mit 12 kg Splittern, 3 kg Sprengstoff, und Ausführung E (im Schleuderverfahren gefertigt) mit 16 kg Splittern und 5,4 kg Sprengstoff.
Die Bomben SD 50 Tel., SD 70 Tel. bzw. SD 250 Tel. wiesen speziell für den Einsatz in der Schlamm- und Schneeperiode an der Ostfront ein Teleskoprohr auf, das kurz nach dem Abwurf pyrotechnisch ausgefahren wurde und die Bombe ca. 2,3 Meter über dem Boden zur Detonation bringen sollte. Es handelte sich – bei ansonsten gleichen Abmessungen – um Sonderkonstruktionen mit geändertem inneren Aufbau und speziellen Zündern, die bei Kontakt des ausgefahrenen Teleskoprohres sofort zur Wirkung kamen.

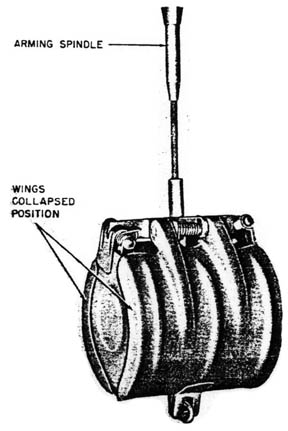
SD 2 geschlossen
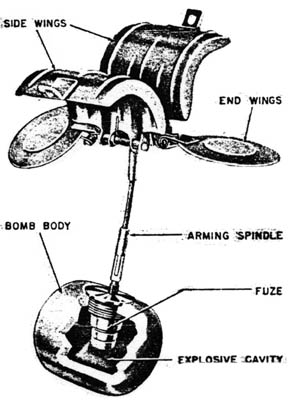
SD 2 geöffnet
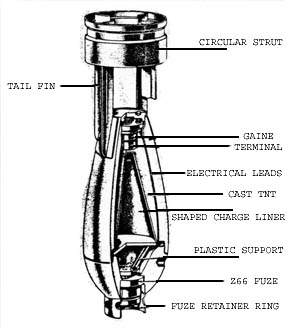
SD 4
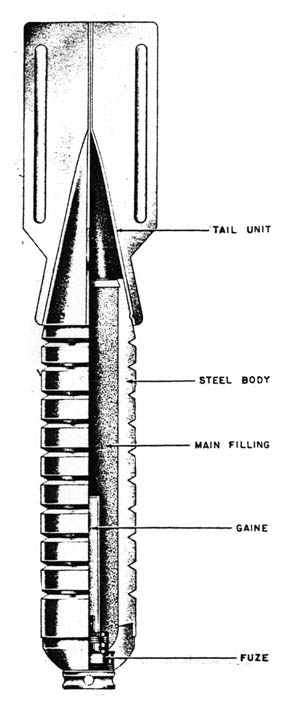
SD 10
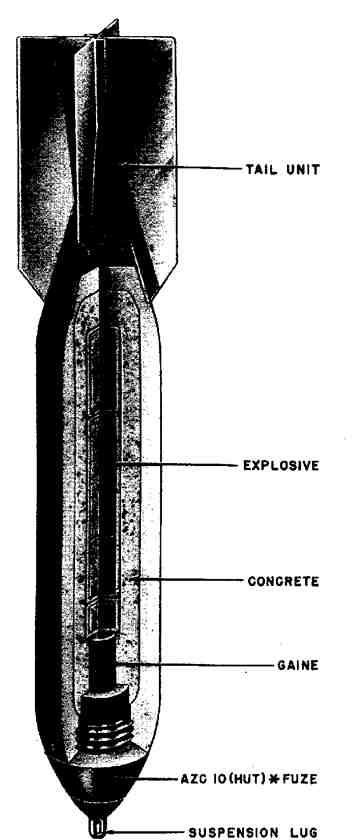
SC 10 dw
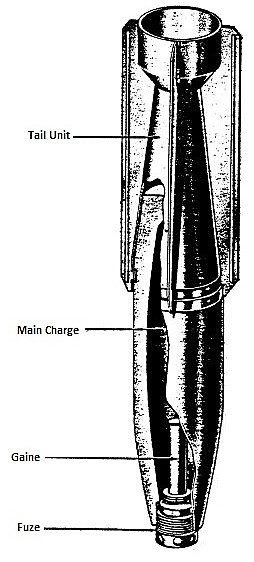
SD 15
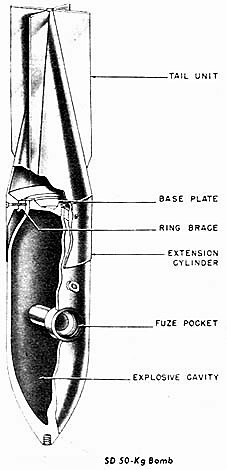
SD 50
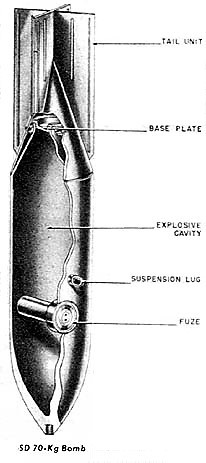
SD 70
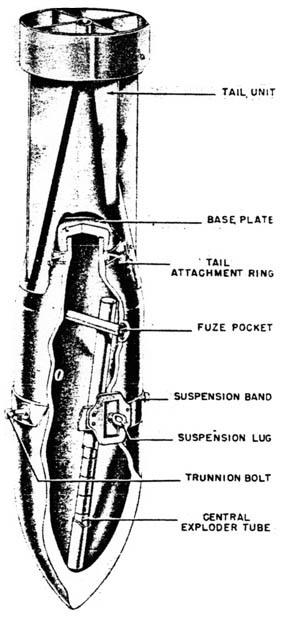
SD 500
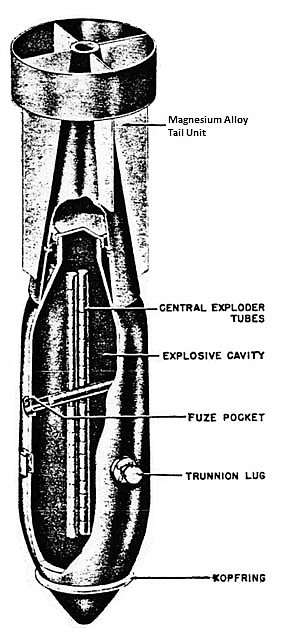
SD 1700

## Anbauteile für Sprengbomben
Für die deutschen Standard-Bomben (Gewichtsklasse 50 kg, 70 kg, 250 kg, z. T. 500 kg) gab es verschiedene Anbauteile, die die Eigenschaften der Bomben für bestimmte Aufgaben optimierten:

### Stachelbomben (Stabo)

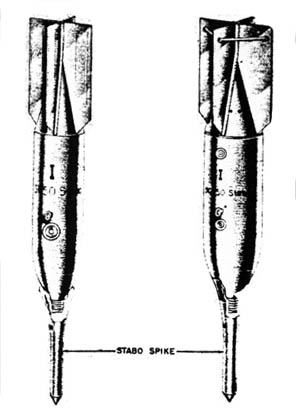
Stachelbombe

Bombenkörper hoher Güteklasse konnten mit einem 400 mm (SD 50), 580 (SD 70) bzw. 700 mm langen Stachel an der Spitze versehen werden und bildeten dadurch die Bomben SD 50 Stabo, SD 70 Stabo bzw. SD 250 Stabo. Der Stachel sollte bei Tiefangriffen gegen Eisenbahnen und Verkehrswege insbesondere mit aufgeschüttetem Damm ein Abprallen vom Ziel verhindern. Die Bombe blieb im Erdwall stecken, die Auslösung der Detonation erfolgte über einen Bombenzünder mit Verzögerung (zum Schutz des eigenen Flugzeuges), auch der Einsatz von Langzeitzündern oder Störzündern (Auslösung durch Erschütterung des vorbeifahrenden Zuges) waren möglich.

### Dinort-Stäbe
Die nach dem Stuka-Piloten Oskar Dinort benannten Stäbe wurden ähnlich dem zuvor genannten Stachel an die Bombenspitze von SD 50, SD 70 (600 mm lang), SD 250 oder SD 500 (375 mm lang) geschraubt. Dinort-Stäbe dienten dazu, dass die Bombe schon beim Auftreffen der Spitze des Dinortstabes (der mit entsprechend großer Fläche versehen war) durch Auslösung des normalen Bombenzünders ansprach. Dadurch wurde ein gewisser Abstandszünder-Effekt erreicht, der eine optimale Verteilung der Splitter versprach. Als Weiterentwicklung dieser „Abstandszünder“ wurden speziell hergestellte „Teleskop-Bomben“ entwickelt (siehe SD 50 Tel. und SD 250 Tel.)

### Prallscheiben

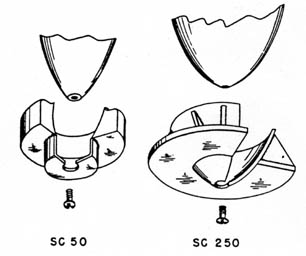

Bei Einsätzen von Bomben aus geringeren Höhen (40 bis 100 Meter) gegen Schiffsziele erfolgte durch die ogive Bombenspitze oftmals ein unkontrolliertes Abprallen von der Wasseroberfläche, teilweise sogar vom Blech des Decks, so dass die Bombe sogar über das Schiff hinaussprang und dem werfenden Flugzeug nacheilte (und es dann durch die Detonation gefährdete). Durch den Anbau von Prallscheiben an die Bombenspitze von SC 250 oder SC 500 wurde zwar das Abprallen von der Wasseroberfläche nicht verhindert, aber die Bomben wurden derart stark abgebremst, dass sie sich über der Wasseroberfläche der Länge nach überschlugen und entweder gegen die Bordwand des angegriffenen Schiffes prallten (und dort durch den Aufschlagzünder detonierten) oder nach kurzer „Flug“-strecke von 25 bis 35 Metern neben dem Schiff versanken (und dann über die Verzögerungsfunktion des Zünders unter Wasser detonierten). Bei Aufschlägen auf das Deck sollte die Prallscheibe das Abprallen verhindern und die sofortige Detonation auslösen.

### Kopfringe
Im Gegensatz zu den Prallscheiben sollten Kopfringe durch den gezielten Strömungsabriss beim Eintritt in das Wasser die Bombe gezielt auf ihrer Flugbahn auch unterhalb der Wasseroberfläche halten. Für die Bomben SC 50, SD 70, SC 250 und SC 500 wurden diese Kopfringe als Zubehörteil zum nachträglichen Anbau separat geliefert, die größeren Bomben (z. B. SC 1000, SD 1700, SC 1800 und die Großladungsbombe SB 2500) wiesen diese Kopfringe bereits ab Werk auf dem Bombenkörper auf.

### Jericho-Gerät
Zur psychologischen Kriegsführung konnten an den Leitwerken von deutschen Bomben (SC 50 und SC 250) sog. „Jericho-Geräte“ befestigt werden. Diese erzeugten beim Fallen ein lautes Pfeifen, das die Menschen im Zielbereich der Bombe zusätzlich demoralisieren sollte.

## Panzersprengbombe (PC und PD)
- PC = Panzersprengbombe Cylindrisch
- PD = Panzersprengbombe Dickwandig

| Bezeichnung          | Gewicht (kg)  | Durchmesser (mm) | Länge (mm) | Länge Bombenkörper (mm) | Sprengstoff (kg) |
| -------------------- | ------------- | ---------------- | ---------- | ----------------------- | ---------------- |
| PC 500 „Paulina“     | 500           | 395              | 2007       |                         | 98               |
| PD 500               | 500           | 276              | 2100       | 1385                    | 32               |
| PD 500 RS            | ?             | ?                | ?          |                         | ?                |
| PC 1000 „Pol“        | 988 (±50)     | 500              | 2100       | 1476                    | 152              |
| PC 1000 RS           | 1000          | 398              | 2220       | 1190                    | 65               |
| PC 1400 „Fritz“      | 1408 (±55 kg) | 562              | 2836       | 1932                    | 320              |
| PC 1600              | 1600          | 660              | 2812       | 1667                    | 230              |
| PC 1800 RS „Panther“ | 1800          | 536              | 2690       | 1667                    | 220              |

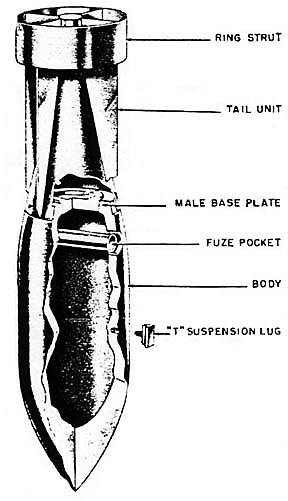
PC 500
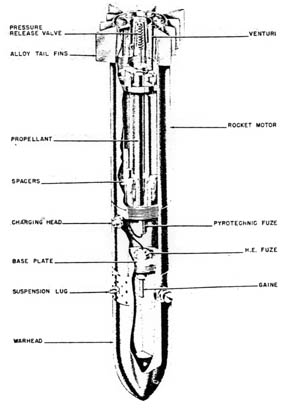
PC 500 RS
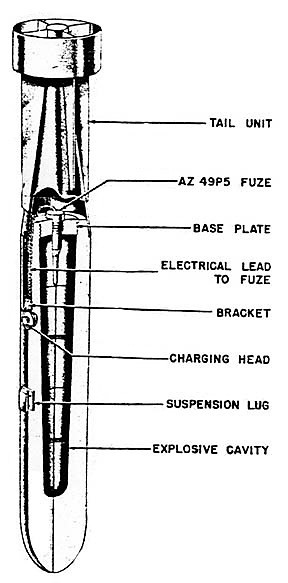
PD 500
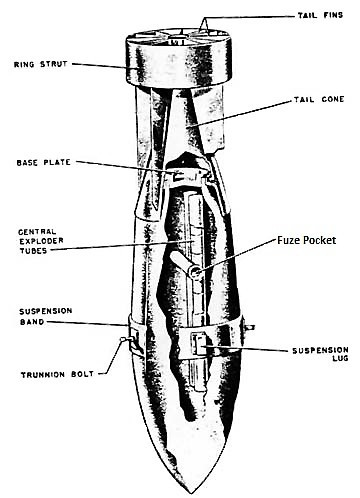
PC 1000
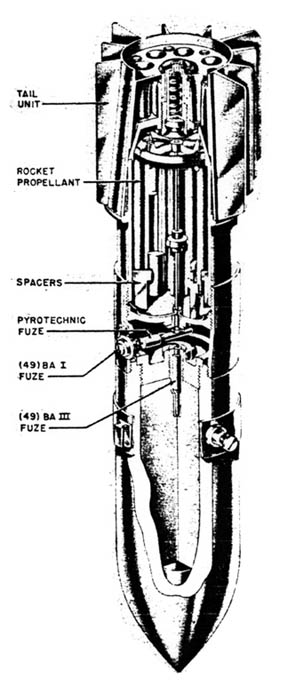
PC 1000 RS
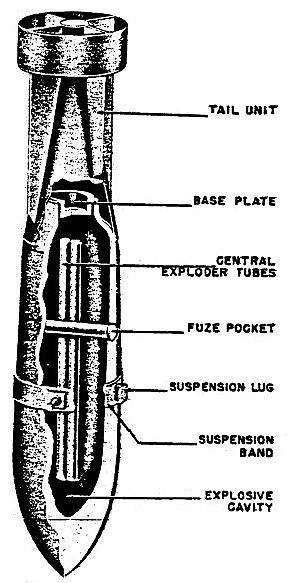
PC 1400
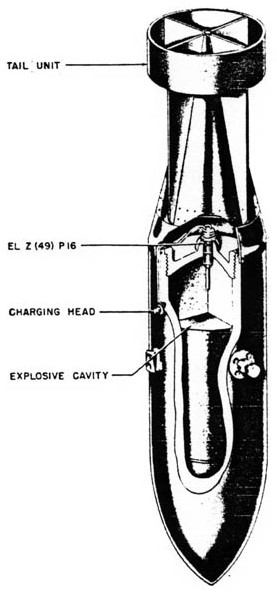
PC 1600
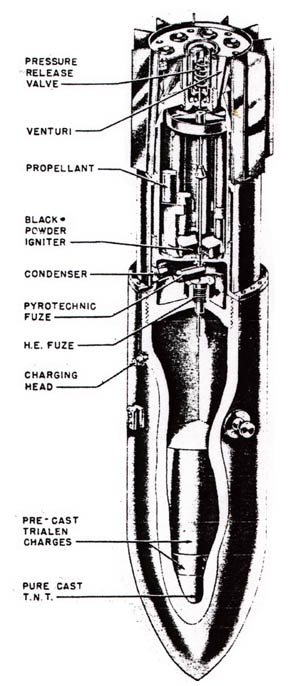
PC 1800 RS

## Großladungsbombe (SB und SA)
Diese Kategorie kann zu Minenbombe gezählt werden.
- SB = Spezialbombe (oder Sprengbombe?)

| Bezeichnung  | Gewicht (kg) | Durchmesser (mm) | Länge (mm) | Länge Bombenkörper (mm) | Sprengstoff (kg) |
| ------------ | ------------ | ---------------- | ---------- | ----------------------- | ---------------- |
| SB 1000      | 1000         | 660              | 2650       | 1530                    | 850              |
| SB 2500 (Al) | 2500 (±70)   | 825              | 3895       | ca. 2800                | 2000             |
| SB 2500      | 2370 (±70)   | 785              | 3693       | ca. 2800                | 1570             |

Der Bombenkörper der SB 2500 (Al) bestand aus Aluminiumguss bzw. aus geschweißten Aluminiumblechen mit angeschweißtem Leitwerk aus Aluminium.
Im Zuge der Einsparung von Aluminium als kriegswichtigem Material wurde ab 1943 die SB 2500 wie bei den anderen Bomben üblich aus Stahlblechen mit angeschweißtem Stahlkopf gefertigt. Die Abmessungen wurden zur Aufnahme in die neueren Bomber wie He 177 und Do 217 verkleinert. Ab Dezember 1942 gab es SB 2500, die statt mit Fp 60/40 mit Trialen 105 zum Einsatz gegen Schiffsziele gefüllt wurden, diese Bomben waren ca. 140 kg schwerer.

## Brandbombe (B, BC)
- B = Brandbombe
- BC = Brandbombe Cylindrisch

| Bezeichnung       | Gewicht (kg) | Durchmesser (mm) | Länge (mm) | Füllung                                    |
| ----------------- | ------------ | ---------------- | ---------- | ------------------------------------------ |
| B 1 E             | 1            | 50               | 350        | 0,68 kg (Elektron + Thermit)               |
| B 1,3 E           | 1,3          | 50               | 350        | 0,68 kg (Elektron + Thermit)               |
| B 2 EZ            | 2            | 50               | 525        | 0,68 kg (Elektron + Thermit), 0,06 kg PETN |
| B 2,2 EZ          | 2            | 50               | 525        | 0,68 kg (Elektron + Thermit), 0,1 kg PETN  |
| B 4               | 4 bis 4,5    | 80               | 700        | 1,2                                        |
| B 10              | 11           | 115              | 1070       | 3,5                                        |
| Brand C 50 A      | 41           | 200              | 1100       | 12 kg Brandmasse                           |
| Spreng-Brand C 50 | 50           | 200              | 1100       | 6,5 kg Fp 60/40, 73 Elektronbrandkörper    |
| Brand C 250 A     | 185          | 368              | 1654       | 65 kg Brandmasse                           |
| Flam C 250        | 125          | 368              | 1652       | 74 kg Flammmischung                        |
| Flam C 500        | 225          | 470              | 1765       | 157 kg Flammmischung                       |

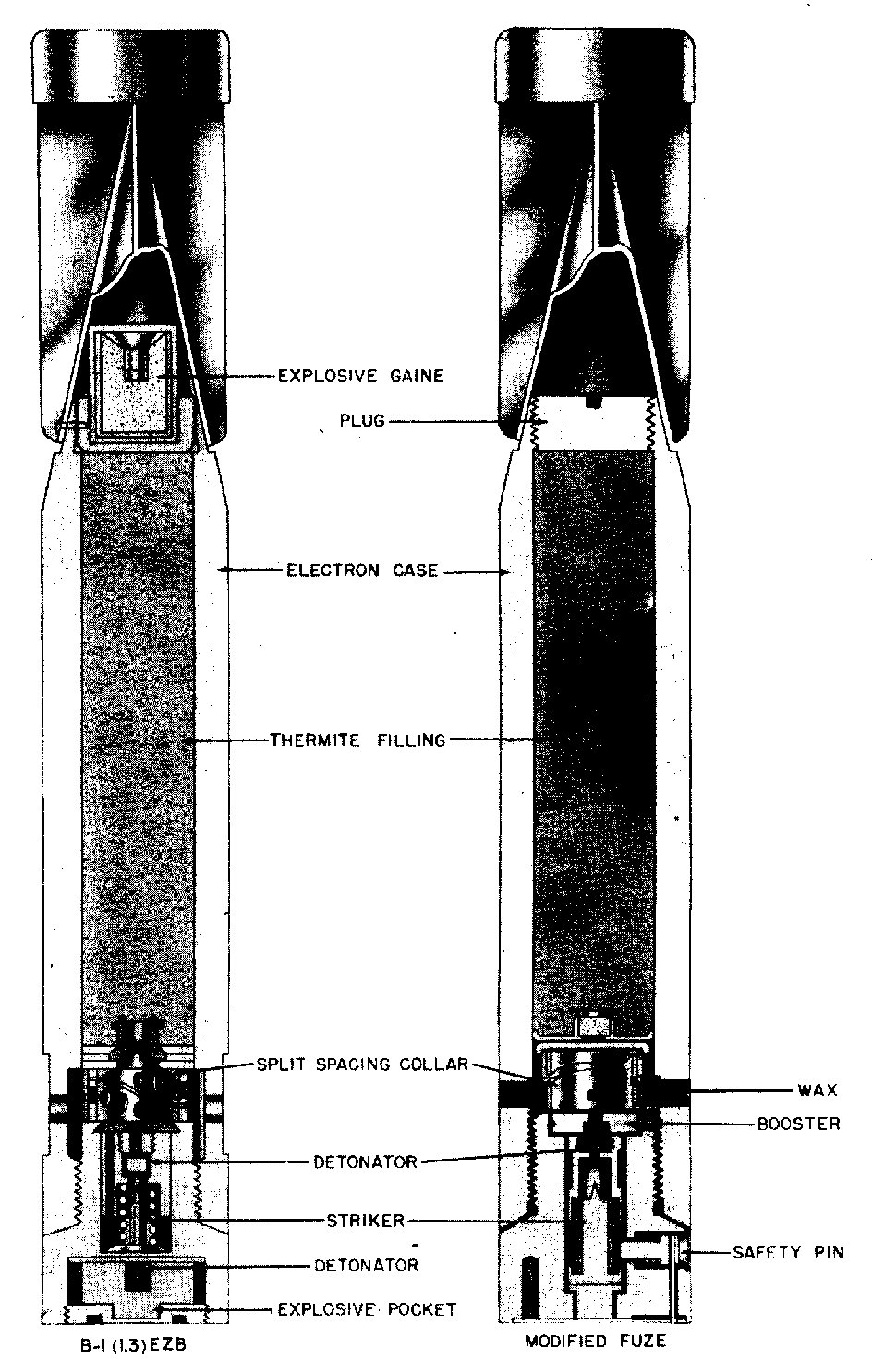
B 1
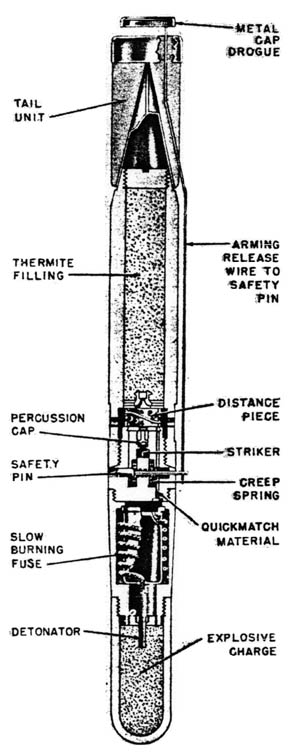
B 2,2 EZ
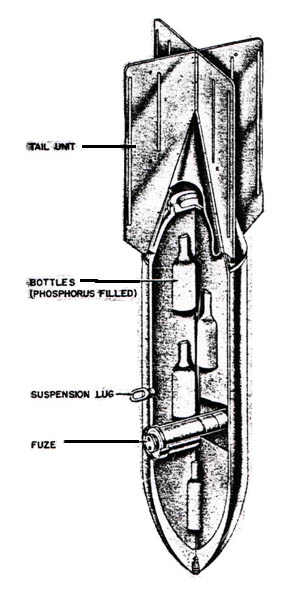
Brand C 50 A
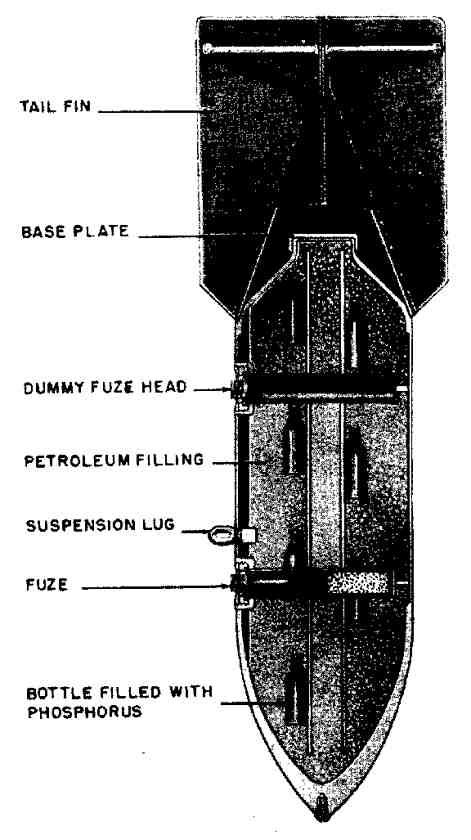
Brand C 250 A
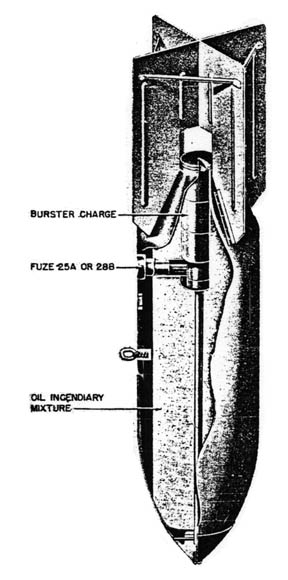
Flam C 250 A
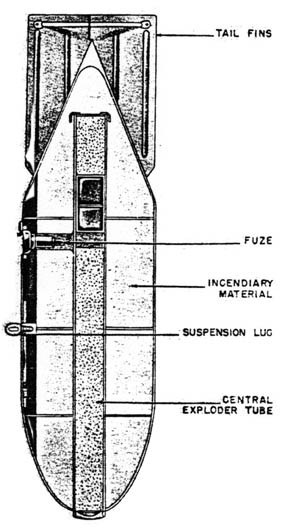
Flam C 500

Die Brandbomben B 1 E bzw. B 1,3 E bestanden aus einer Elektronhülle und einem Thermitanzündsatz (siehe auch Stabbrandbombe). Die B 1 E besaß ein Kopfteil aus Aluminium, sie wurde aufgrund der besseren Durchschlagleistung (und zur Einsparung von Aluminium) ab 1943 durch die B 1,3 E mit Kopfteil aus Stahl ersetzt.
Äußerlich nicht zu unterscheiden, gab es die Ausführungen B 1 EZ bzw. B 1,3 EZ, in die zur Unterbindung von Löschversuchen eine Zerleger-Sprengladung von 8 bzw. 15 Gramm PETN einlaboriert wurde, die 1/2 bis spätestens 5 Minuten nach dem Aufschlag detonierten.
Die Brandbombe B 2 EZ bestand aus der B 1 E mit verlängertem Leitwerk und einem vormontierten Sprengsatz mit 60 Gramm Nitropenta. Beim Aufschlag wurde die Brandbombe wie üblich angezündet, gleichzeitig wurde über eine Trenn-Pulverladung der Sprengkopf abgetrennt und einige Meter fortgeschleudert. Nach 2, 4 oder 6 Minuten Verzögerung detonierte der fortgeschleuderte Sprengkopf. Eine Weiterentwicklung war die B 2,2 EZ, hier war – bei gleichen Gesamtabmessungen – der vorgesetzte Sprengkopf auf ca. 100 Gramm vergrößert.
Von der Brandbombe B 4 gab es vier verschiedene Versionen, die äußerlich identisch aufgebaut waren (gelochter Stahlblechkörper mit Gusseisenkopf und Leitwerk) und sich lediglich durch die verschiedenen Füllungen unterschieden, die jeweils ein unterschiedliches Brandverhalten aufwiesen. Bei einem Angriff gemeinsam geworfen, sollten die verschiedenen Brandverhalten zusammen mit der starken Rauchentwicklung bei allen vier Modellen die Löscharbeiten erschweren: Die B 4 CH besaß eine langsam abbrennende Thermitmischung mit Naphthalin, die mit „zündelnder Flamme“ ca. 4 bis 5 Minuten brennt, wobei das Naphthalin brennend ausläuft und die Brandfläche vergrößert. Die Bombe konnte nur durch große Mengen Sand und Wasser gelöscht werden. Die B 4 Chl wies eine Füllung aus Pech, Kaliumperchlorat und Ammoniumnitrat auf, brannte mit Stichflammen aus den Löchern der Brandbombe heraus. Diese Variante war mit den für die Selbstschutzkräfte zur Verfügung stehenden Mengen an Sand und Wasser praktisch nicht zu löschen. Die B 4 D/Np 30 hatte vergleichbares Brandverhalten und Löschbarkeit, allerdings eine Füllung aus Dinitroacenapthen (Diacen) und PETN mit Montanwachs. Die B 4 Na war explizit zur Gefährdung der Löschkräfte konzipiert mit einer Füllung aus gegossenem Natrium in luftdichter Umhüllung aus Zinkblech. Das Natrium brannte mit lodernder Flamme und bildete – ähnlich der Elektronbrandbomben – einen heißen Fladen aus geschmolzenem Metall. Bei Löschversuchen mit Wasser kam es zu Knallgasexplosionen.
Die Brandbomben C 50 A (wie auch die C 250 A) enthielten Flüssigbrandmasse. Sie sollten im Einsatz eine Zielfläche von 15 Metern (C 50 A) bzw. 30–40 Metern (C 250 A) Durchmesser mit Brandfladen bedecken, die ca. 10–20 Minuten brennen.
Bei der ersten Ausführung (gefertigt bis Oktober 1942) war zur Brandmischung als Zündmischung eine Phosphor-Schwefelkohlenstofflösung mit einlaboriert. Da diese sich bei der senkrechten Lage der Bombe während des Fluges in der Bombenspitze abgesetzt hat und aufgrund tiefen Temperaturen (Flug in großer Höhe) gefroren ist, wurde später der zur Zündung erforderliche weiße Phosphor in Glasampullen in die Brandmasse eingebracht.
Die Spreng-Brandbombe C 50 enthielt im Kopf eine Sprengladung aus Fp 60/40 sowie im zylindrischen Teil 6 je 1,07 kg schwere und 67 je 55 Gramm schwere Elektronbrandkörper. Nach dem Aufschlag der Bombe wurden zunächst die Elektronbrandkörper ausgestoßen, ca. 3–4 Sekunden später detonierte die Sprengladung.
Die Brandbomben Flam C 250 und C 500 enthielten eine Flüssigbrandmasse aus 30 % Benzin und 70 % Rohöl sowie eine Zerlegerladung aus TNT und sollte eine Flamme von 15–20 Metern (Flam C 250) bzw. 30–40 Metern (Flam C 500) Durchmesser bei einer Brenndauer von 10 bis 15 Sekunden erzeugen.

## Provisorische Brandbomben
Behelfs-Brandbomben wurden auch von den Truppenwerkstätten angefertigt. Ein Ziel waren beispielsweise die von sowjetischen Streitkräften über die Straße von Kertsch gebauten Holzbrücken. Gegen diese Konstruktion wurde mit gewöhnlichen Bomben nur geringe Wirkung erzielt. Zur Herstellung einer geeigneten Bombe wurden meist zwei 200-l-Benzinfässer zusammengeschweißt, eine Frontverkleidung und ein provisorisches Leitwerk wurden aus Blech hergestellt. Diese Bombenkörper wurden mit einem Benzin/Öl-Gemisch und Stofflumpen gefüllt. Zur Zündung wurden an der Seite zwei bis vier kleine Brandbomben angebracht. Diese Bomben wurden bei geeignetem Wetter nicht direkt auf das Ziel, sondern auf der dem Wind zugewandten Seite auf die Wasseroberfläche abgeworfen. Beim Aufprall zerbrach der Bombenkörper und gab den Inhalt frei, der durch die kleinen Brandbomben entzündet wurde. Dieser trieb gegen die Holzbrücken und setzte diese in Brand.

## Luftmine (LM)

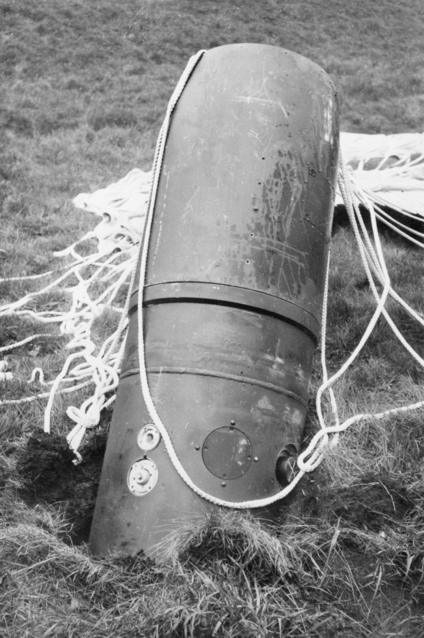
Luftmine (LM), Entschärfung eines Fehlwurfes an Land, Royal Arsenal, London

Es handelt sich um luftverlegbare Seeminen, die an Fallschirmen abgeworfen werden; nicht zu verwechseln mit Luftminen.
| Bezeichnung | Gewicht (kg) | Durchmesser (mm) | Länge (mm) | Sprengstoff (kg) |
| ----------- | ------------ | ---------------- | ---------- | ---------------- |
| LM A        | 697          | 660              | 2.133      | 306              |
| LM B        | 987          | 660              | 3.048      | 697              |
| LM C        | 600 ±25      | 660              | 2720       | ?                |
| LM F        | 1050         | 638              | 2.337      | 278              |

LM A und LM B waren luftverlegbare Grundminen, LM C und LM F luftverlegbare Ankertauminen, die mit verschiedenen Fernzündgeräten ausgerüstet werden konnten. Der Abwurf erfolgte von Flugzeugen aus, der Fall wurde durch einen Fallschirm gebremst, der beim Auftreffen auf die Wasseroberfläche gelöst wurde. Die Mine sank auf den Grund (LM A und LM B) bzw. wird bei bis zu 300 Metern Wassertiefe durch das Grundgewicht und ein Ankertau in einer bestimmten Wassertiefe unter der Wasseroberfläch gehalten (LM C und LM F) und wurde beim Überlaufen durch ein Schiff berührungslos durch verschiedene Sensoren (magnetisch, akustisch, magnetisch-akustisch oder durch Druckänderung-magnetisch) ausgelöst.
Als Variante LM A (S), LM B (S) und LM F (S) konnten diese Minen auch ohne Fallschirm von Wasserfahrzeugen aus eingesetzt werden.
Die LM A befand sich zwischen 1928 und 1934 in Entwicklung. Im selben Zeitraum dürfte auch die Planung zur LM B gelegen haben. Darüber hinaus wurde auch an einem Projekt für die LM D gearbeitet, welches aber noch vor Fertigstellung frühzeitig beendet wurde. Die Erkenntnisse fanden jedoch Eingang für die ab 1937 in Entwicklung befindliche LM F.

## Bombenmine (BM)
BM 1000 ist eine luftwaffeneigene Entwicklung als Ergänzung zu den Seeminen LM A und LM B, die im Gegensatz zu diesen mit einem Leitflossenheck ohne Fallschirm abgeworfen wurde.
| Bezeichnung      | Gewicht (kg) | Durchmesser (mm) | Länge (mm)                   | Sprengstoff (kg) |
| ---------------- | ------------ | ---------------- | ---------------------------- | ---------------- |
| BM 1000 „Monika“ | 907          | 660              | 2.000 (nur der Bombenkörper) | 726 kg HEXANIT   |

Die BM 1000 wurde von Flugzeugen aus verlegt, sinkt auf den Grund und wird beim Überlaufen durch ein Schiff berührungslos durch verschiedene Sensoren (magnetisch, akustisch, magnetisch-akustisch oder durch Druckänderung-magnetisch) ausgelöst.
BM 1000 wurden zur Verminung der Wolga eingesetzt.

## Lufttorpedo (LT)

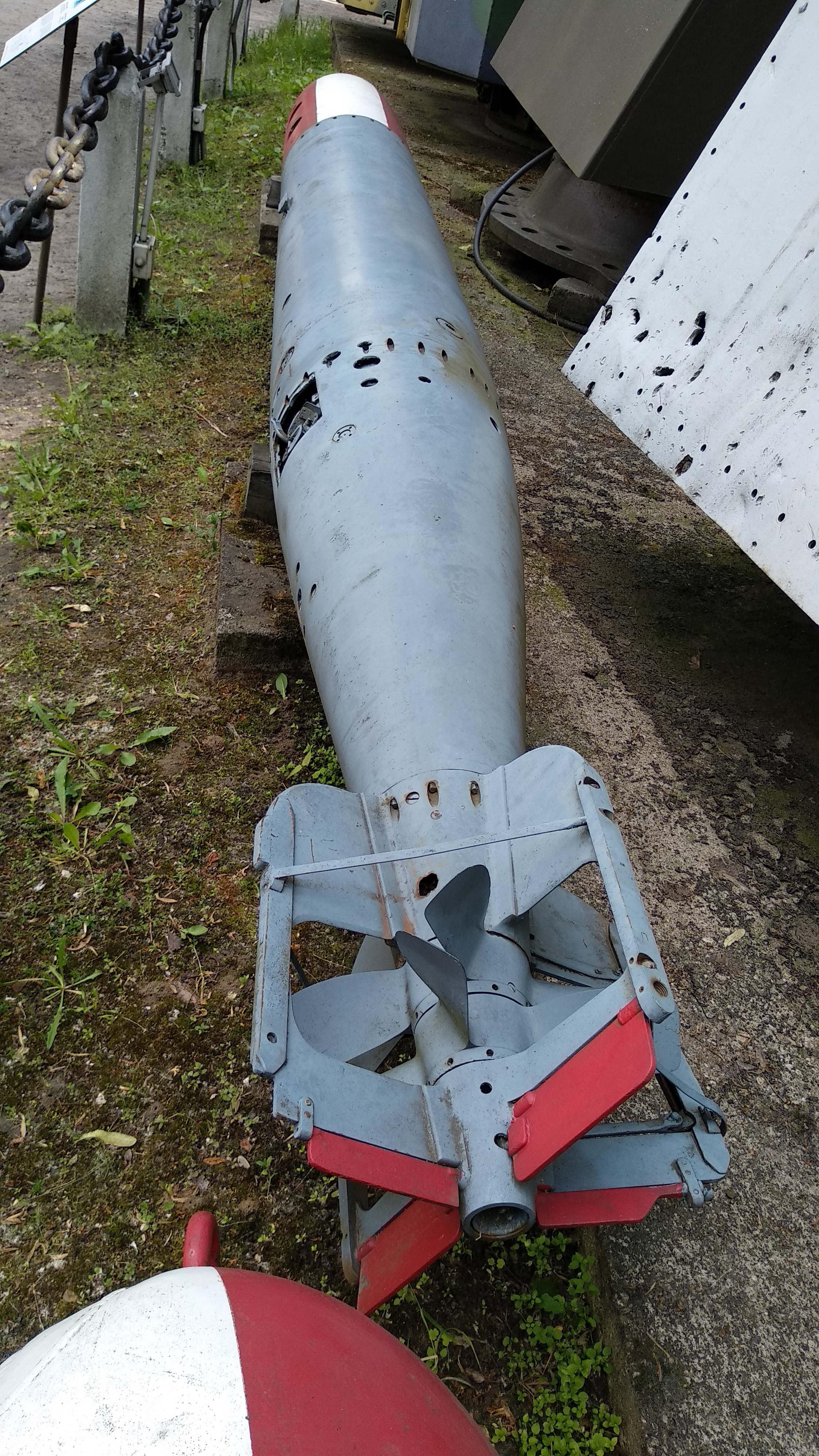
Torpedo F5b

Diese Bezeichnung wurde für luftabwerfbare Torpedos mit Eigenantrieb im Wasser verwendet.
| Bezeichnung                      | Gewicht (kg) | Durchmesser (mm) | Länge (mm)      | Sprengstoff (kg) |
| -------------------------------- | ------------ | ---------------- | --------------- | ---------------- |
| LT 350                           | 350          | 500              | 2.600           | 120              |
| LT F 5 / LT 5a                   | 685          | 450              | 4.960           | 200              |
| LT F 5b / LT I                   | 750          | 450              | 5.150           | 200              |
| LT F 5w                          | 936          | 450              | 5.460           | 170              |
| LT F 5i                          | 885          | 450              | 5.250           | 175              |
| LT F 5u                          | 752          | 450              | 5.160           | 200              |
| LT 850 (Typ 91 Mod 1 bzw. Mod 2) | 784 bzw. 935 | 450              | 5.275 bzw. 5486 | 150 bzw. 205     |
| LT 950 „Friedensengel“           | 970          | 450              | 5.150           | 200              |
| LT 1200                          | 1.295        | 533              | 5.567           | 300              |
| LT 1500                          | 1.502        | 533              | 6.430           | 300              |

Der LT 350 (auch als „Fallschirm-Motorbombe“ bezeichnet) wurde von den italienischen Streitkräften übernommen und von den deutschen Torpedofliegern nur im Mittelmeerraum eingesetzt. Er wurde bei geringer Fluggeschwindigkeit aus großer Höhe (über 100 m) ungezielt zur Bekämpfung von Schiffsansammlungen eingesetzt. Nach dem Abwurf am Fallschirm löste sich dieser beim Auftreffen auf die Wasseroberfläche, der Elektromotor mit nur 3,5 PS Leistung lief an und der LT 350 lief ca. 1 Stunde lang unregelmäßige Spiralen in einer Fläche von 1000 × 800 Metern, anfangs mit einer Geschwindigkeit von 7 m/s, später nur noch 3 m/s, die insgesamt zurückgelegte Strecke betrug ca. 15 km.
Der LT F 5 war der deutsche Nachbau des ab 1935 für die Seeflieger eingeführten norwegischen Horten-Torpedos. Mit stark beschränkten Einsatzwerten (Abwurf aus 15 bis 25 Metern Höhe bei maximal 140 km/h) stellte er gegenüber den am Ende des Ersten Weltkrieges eingesetzten Lufttorpedos keinen Fortschritt dar. Mit der verbesserten Variante LT F 5a konnte die Abwurfhöhe auf bis zu 50 Meter gesteigert werden, mit Abwurfgeschwindigkeiten bis 260 km/h war er jetzt auch von dem Torpedoflugzeug He 115 einsetzbar.
Der LT F 5b (auch als LT I bezeichnet) entstand aus dem LT 5 a durch Vergrößerung des Luftkessels und Leistungssteigerung der Maschine, er war der hauptsächlich eingesetzte Lufttorpedo der deutschen Luftwaffe, der mit unterschiedlichen Geschwindigkeiten/Reichweiten eingesetzt werden konnte: auf 2.300 Meter mit 40 Knoten, 3.500 m mit 33 kn oder 7.500 m mit 24 kn.
Fehlende Erfolge (und mangelnder Nachdruck von Seiten der Marine, nur von dieser wurden bis Ende 1940 LTs eingesetzt) in den ersten Kriegstagen führten zu einer per Führerentscheid beschlossenen Einstellung von Nachbeschaffungen, so dass der Bestand an einsatzbereiten LT im Oktober 1940 auf unter 40 Stück absackte. Erfolge anderer Nationen (britische LTs gegen die französischen Schlachtschiffe „Strasbourg“ und „Richelieu“ Juli 1940, Lähmung der „Bismarck“ durch britische LT im Mai 1941, Einsatz japanischer LTs in Pearl Harbour und bei der Versenkung von „Prince of Wales“ und „Repulse“ im Dezember 1941) führten zu einer Revision dieser Entscheidung, da allerdings nicht genügend eigene Lufttorpedos zur Verfügung standen, lieferte Italien ab 1940 Lufttorpedos an die deutsche Luftwaffe, die als LT F 5w und LT F 5i eingeführt wurden.
Im Rahmen der Yanagi-(„Weide“)-Missionen wurden von Japan durch U-Boote u. a. auch technische Unterlagen sowie einzelne Exemplare der japanischen LT vom Typ 91 Mod 2 nach Deutschland geliefert und im Herbst 1942 kamen mit einem Blockadebrecher 70 japanische Lufttorpedos Typ 91 nach Deutschland. Am 25. Dezember 1941 vermerkte das Kriegstagebuch der Seekriegsleitung, dass die Erprobung der „japanischen Flugzeugtorpedos (deutsche Bezeichnung LT 850)“ bei der Erprobungsstelle See in Travemünde angelaufen sei, aber ein Einsatz wegen zu geringer Stückzahl wahrscheinlich nicht erfolgen würde. Auch in einer als geheim eingestuften Vergleichstabelle des Torpedowaffenplatzes (TWP) der Luftwaffe vom 24. Oktober 1942 wird der „LT 850“ aufgeführt, aber er wurde nie bei der Luftwaffe eingeführt.
Die Kombination aus dem LT I und dem Gleiter L 10 („Friedensengel“) wurde LT 950 genannt. Bei Versuchen konnte 1943 beim Abwurf aus 800 Metern Höhe ein Luftweg von 2.300 Metern erreicht werden, an dessen Ende der Torpedo vom Gleiter getrennt wurde und seinerseits weiter lief.
Bereits ab 1938 wurden Versuche durchgeführt, den sog. Walter-Antrieb auch für die LTs zu nutzen. Der LT F 5u (auch als LT II bezeichnet) nutzte den Antriebsmotor des F 5b, allerdings wurde das Antriebsgas durch das „Walter-Verfahren“ (Zersetzung von hochprozentigem Wasserstoffperoxid) erzeugt. Der Vorteil war neben einer enormen Leistungssteigerung (Laufstrecke 5.000 m bei 40 Knoten oder 12.000 m bei 24 kn) der Wegfall der verräterischen Blasenspur, die bei den druckluftgetriebenen Torpedos ein Ausweichen ermöglichte.
Der Antrieb der LT 1200 und LT 1500 basierte ebenfalls auf dem „Walter-Verfahren“, allerdings wurde hier ein Rückstoßantrieb (Raketenprinzip) genutzt. Diese LTs mit dem Standard-Durchmesser der Marinetorpedos sollten bei 45 Knoten Laufstrecken von 1.500 (LT 1200) bzw. 2.000 (LT 1500) Metern erreichen, kamen aber über das Versuchsstadium nicht hinaus.

## Bombentorpedo (BT)
| Bezeichnung | Gewicht (kg) | Durchmesser (mm) | Länge (mm) | Sprengstoff (kg) |
| ----------- | ------------ | ---------------- | ---------- | ---------------- |
| BT 200      | 220          | 300              | 2395       | 100              |
| BT 400      | 435          | 378              | 2946       | 200              |
| BT 700 A    | 780          | 426              | 3500       | 330              |
| BT 700 B    | 755          | 456              | 3358       | 320              |
| BT 1000     | 1180         | 480              | 4240       | 710              |
| BT 1400     | 1510         | 620              | 4560       | 920              |
| BT 1850     | 1923         | 620              | 4690       | 1050             |

Bombentorpedos sind antriebslose Torpedos, die im Tiefflug kurz vor dem Ziel abgeworfen wurden und die Reststrecke ausschließlich mit der kinetischen Energie zurücklegen. Es wurden keine Bombentorpedos aktiv im Kampfgeschehen eingesetzt.

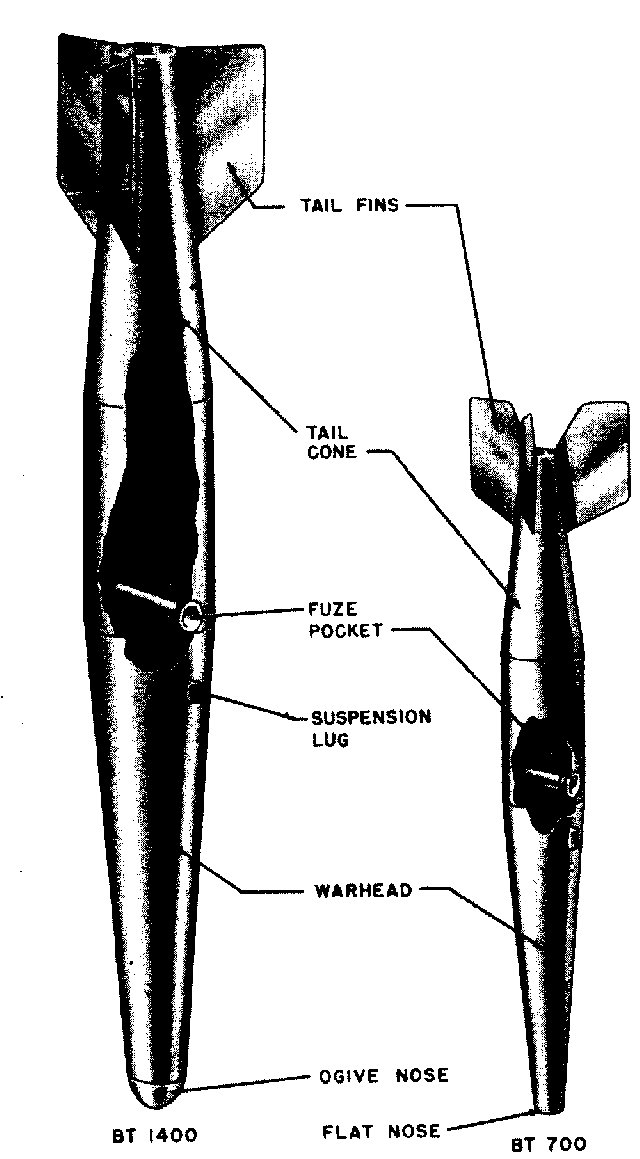
BT 1400 und BT 700

## Leuchtbomben (BLC und LC)
- BLC = Blitzlicht Cylindrisch
- LC = Licht Cylindrisch

Blitzlichtbomben erzeugen einen Augenblick lang taghelles Licht, um Aufklärungsflugzeugen Luftaufnahmen bei Nacht zu ermöglichen.
Fallschirmleuchtbomben öffnen einige Sekunden nach dem Abwurf den Fallschirm und erhellen den Boden, während sie gebremst hinunterschweben.
| Bezeichnung | Gewicht (kg)                                    | Durchmesser (mm) | Länge (mm) | Sprengstoff (kg)                                                   |
| ----------- | ----------------------------------------------- | ---------------- | ---------- | ------------------------------------------------------------------ |
| BLC 50      | 36–62,5 kg, je nach Ausführung BLC 50 – BLC 50C | 200              | 1088       | 4–36 kg Aluminiumpyroschliff o. Aluminiumgries, je nach Ausführung |
| LC 50 F     | 19–42 je nach Ausführung LC 50 F/A – LC 50 F/G5 | 200              | 1088       | 19–33 kg Pyrotechnischer Leuchtsatz, je nach Ausführung            |

## Nebelbombe Cylindrisch (NC)

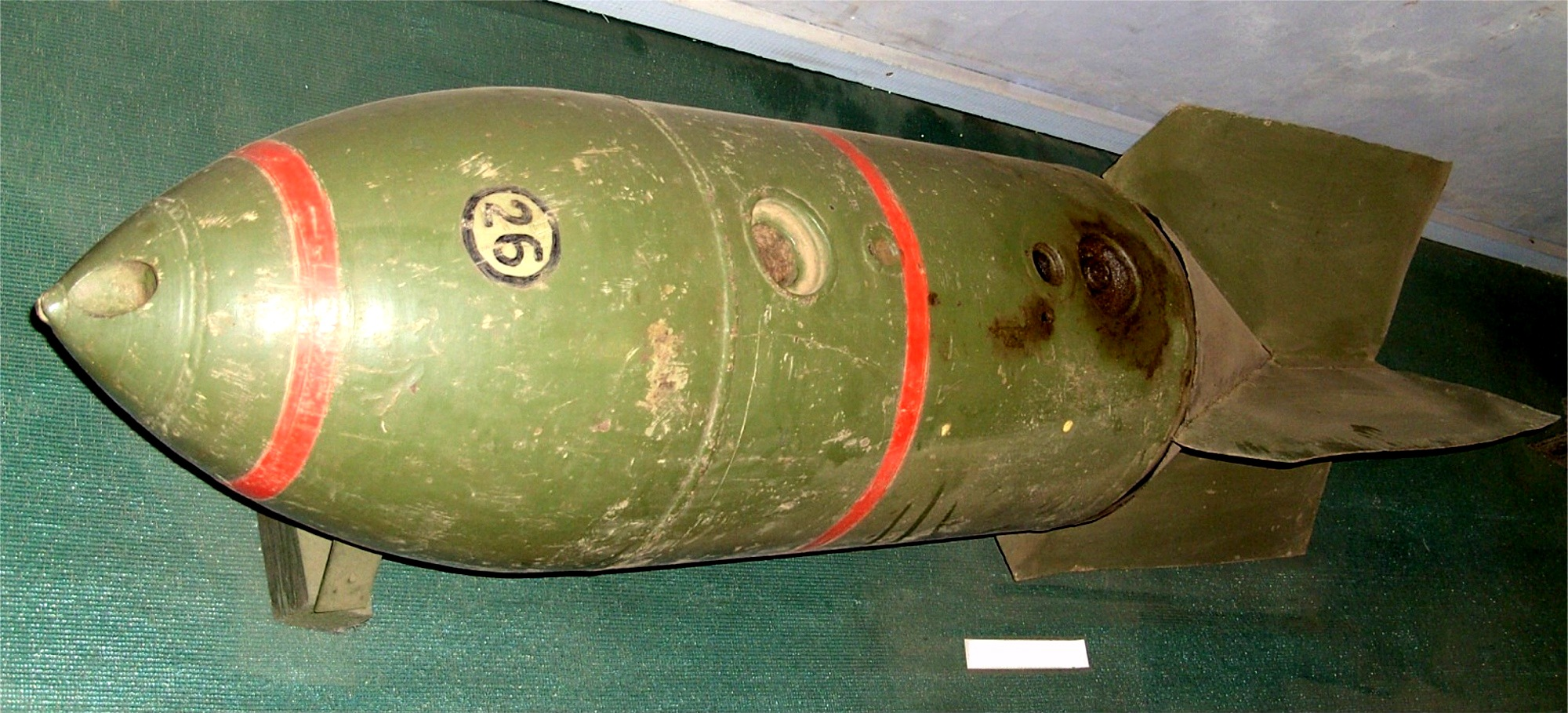
Abwurf-Nebelbombe des Typs NC 250

Bezeichnung für am Boden raucherzeugende Nebelbomben.
| Bezeichnung | Gewicht (kg) | Durchmesser (mm) | Länge (mm) | Sprengstoff (kg) |
| ----------- | ------------ | ---------------- | ---------- | ---------------- |
| NC 50       | –            | –                | 650        | Leuchtpulver     |
| NC 250      | –            | –                | –          | –                |

## Lenkwaffen
Die deutsche Luftwaffe verwendete auch mehrere Typen von Lenkwaffen ohne eigenen Antrieb, vornehmlich gegen Schiffsziele:
- Fritz X, auch X-1, PC 1400X oder FX 1400, eine aus der SD 1400 entwickelte, lenkbare Bombe
- Henschel Hs 293, eine aus der SD 500 entwickelte lenkbare Gleitbombe
- Blohm & Voss BV 246 Hagelkorn, eine lenkbare Gleitbombe